# Preparctia biedermanni
Preparctia biedermanni là một loài bướm đêm thuộc phân họ Arctiinae, họ Erebidae.